# Mozart-Quinten
Die Bezeichnung Mozart-Quinten verweist in der Musiktheorie auf Quintparallelen, die durch die Fortschreitung von einem übermäßigen Quintsextakkord zum Dreiklang der V. Stufe entstehen:
Geprägt wurde der Begriff vermutlich von Wilhelm Tappert:

„Mozart hat mehr als einmal den übermässigen Quint-Sexten-Accord direct aufgelöst und also – Quinten gemacht; er hat das so oft gethan, dass man von ‚Mozart’schen Quinten‘ reden darf.“

In seiner Studie Das Verbot der Quinten-Parallelen (1869) widmet Tappert den „Mozart-Quinten“ einen eigenen Abschnitt.
Zuvor hatte bereits Adolph Bernhard Marx ein Beispiel wie das obige in einer Diskussion des übermäßigen Sextakkords mit dem Vermerk „Mozart“ versehen, ohne dies allerdings näher zu kommentieren.
In neuerer Literatur wird hervorgehoben, dass solche Quintparallelen bei Mozart zwar vorkommen, in seinem Œuvre aber insgesamt eine Seltenheit sind. Beispiele sind u. a.:
- Dans un bois solitaire KV 308, T. 54–57
- Sinfonie in D-Dur KV 504, 2. Satz, T. 25–26, Bass/Viola
- Sinfonie in Es-Dur KV 543, 1. Satz, T. 167–168, Bass/Violine II

In manchen der von Tappert genannten Beispiele (u. a. Die Entführung aus dem Serail Nr. 16, T. 96–97) werden die Stimmen so geführt, dass in Wahrheit gar keine Quintparallelen vorkommen.
Kaum eine Seltenheit sind Mozart-Quinten hingegen in Musik des 19. Jahrhunderts, z. B.:
- Frédéric Chopin: Nocturne in cis-Moll, KK IVa Nr. 16 (1827), T. 1.
- Robert Schumann: Album für die Jugend op. 68 (1848), Erster Verlust, T. 21–22.

Schon 1802 gestattet Charles-Simon Catel diese Art von Quintparallele in seinem einflussreichen Traité d’harmonie ausdrücklich, sofern sie nicht zwischen den Außenstimmen stattfindet. In deutschsprachigen Harmonielehren des 20. Jahrhunderts wird sie als „Mozart-Quinten“ ebenfalls ausdrücklich gebilligt.